# Kellamäe (Saaremaa)
Koordinaten: 58° 20′ N, 22° 26′ O
Kellamäe (deutsch Kellamäggi) ist ein Dorf (estnisch küla) auf der größten estnischen Insel Saaremaa. Es gehört zur Landgemeinde Saaremaa (bis 2017: Landgemeinde Lääne-Saare) im Kreis Saare.

## Einwohnerschaft und Lage
Das Dorf hat 22 Einwohner (Stand 1. Januar 2016). Seine Fläche beträgt 4,30 km².
Der Ort liegt acht Kilometer nordwestlich der Inselhauptstadt Kuressaare.